# 椎名みずほ
椎名 みずほ（しいな みずほ、1991年5月31日 - ）は、日本のAV女優。

## 略歴・人物
- 2012年、「朝比奈みくる」としてAVデビュー。黒髪ロングのロリ系AV女優として活動。
- 2013年7月3日、自身のブログで「椎名みずほ」への改名を発表[2]。

## 出演作品

### アダルトビデオ
2012年
- 某アパレルショップ女子社員・レズ王様ゲーム クリスマススペシャル（12月20日、サディスティックヴィレッジ） （※「朝比奈みく」名義）
- 素人職まん娘（12月21日、プレステージ）(※「朝〇奈みく」名義)

2013年
- エスカレートするドしろーと娘 216（1月1日、プレステージ）※「椎名みずほ」名義
- 素人隙まん娘 vol.3（1月1日、プレステージ）※「椎名みずほ」名義
- CA×ストレス=大乱交（1月1日、プレステージ） （※「椎名みずほ」名義）
- 完全ガチ交渉！街で噂の、ウブな看板娘を狙え！ Volume 17（1月22日、プレステージ）…オムニバス作品 ※「椎名みずほ」名義
- 泥酔お姉さん ピュアな素肌が僕の股間を刺激する3（2月10日、ホットエンターテイメント…オムニバス作品
- 鬼畜の群れ〜レイプ魔たちの檻に引きずり込まれた少女の惨劇〜 みく（2月13日、オーロラプロジェクト・アネックス）
- レイプ 2（2月13日、プレステージ）…オムニバス作品 ※「椎名みずほ」名義
- 自販機の裏でリア充美少女に野外潮を吹かせたった！電圧56倍ビッグバンローター （2月21日、サディスティックヴィレッジ）…オムニバス作品
- 秘密のバイトをしている娘 みく （2月25日、オーロラプロジェクト・アネックス）
- 無差別凌辱物語。〜変質者に目を付けられ調教されるわたし〜 朝比奈みくる 三つ編み純朴少女 （3月13日、オーロラプロジェクト・アネックス）
- ドスケベ20代15人が語りかける指だけの自画撮り激イキオナニー（4月20日、プリモ）…オムニバス作品
- 天使の3Pヘヴン 朝比奈みくる&葵こはる （4月25日、オーロラプロジェクト・アネックス）
- ケモノたちの餌食 散らされた少女たち 朝比奈みくる 葵こはる （4月25日、オーロラプロジェクト・アネックス）
- 女子トイレが使用できず、我慢ができなくなり男子トイレを使おうとしたマジメ女子校生が、パンツを下ろす前にお漏らしをしてしまっているのを発見した僕は、それを黙っている事と引き換えに彼女を…（5月1日、プレステージ）…オムニバス作品 ※「椎名みずほ」名義
- カワイさ盛れてるギャル女子○○8時間special No2（5月10日、メディアステーション）…オムニバス作品
- 関東圏某老人ホーム内盗撮 老人による人妻介護職員集団レイプ動画2（5月13日、カルマ）…オムニバス作品
- 六本木美人OL専門 マッサージ治療院（6月11日、MAD）…オムニバス作品
- 監禁調教部屋 朝比奈みくる（7月4日、グローリークエスト）
- 感じすぎる女の子たちのブルマの染み（7月5日、RAMPO｜AFRO-FILM）
- 着衣まんこのぷにぷに感（7月12日、RAMPO｜AFRO-FILM）…オムニバス作品
- エロマンギャルズコバコ大乱交8時間（7月19日、DOC）
- おまんこムキ出し JKオナニー No2（7月26日、RAMPO｜AFRO-FILM）…オムニバス作品
- 私達、女子大から帰る途中に乱交をしてしまいました。（8月1日、ZUKKON BAKKON）
- 三つ編み少女と東京で露出する（8月2日、足立工務店）
- 薬漬けイジメ学級 優等生がアナル・二穴ファック・パイパン・浣腸で∞(無限)発情（8月8日、V&Rプロダクツ）
- Tバックくい込み女子校生 SEVEN GIRLS COLLECTION（8月9日、メディアステーション）…オムニバス作品
- 電マで壊れちゃったJKマンコ（8月9日、RAMPO｜AFRO-FILM）…オムニバス作品
- S-Cute Girls 葵こはる 桜井あゆ 朝比奈みくる（8月13日、S-Cute）…オムニバス作品
- 私のオナニーのオカズはコレ オナニー中毒女子たちのオナネタぶっちゃけ公開実況オナニー（8月23日、RAMPO｜AFRO-FILM）…オムニバス作品
- 初めてなのに感じすぎちゃった肛門性交 朝比奈みくる（8月25日、マルクス兄弟）
- 肉壷(俺専用) 新体操部みくる（8月26日、ラマ）
- 「ナマで入っちゃった！」オイル素股でチ○ポをマ○コに擦りつけてたら、気持ち良すぎて生挿入！中出しセックスまでヤッちゃった風俗嬢たち3（9月5日、グローリークエスト）…オムニバス作品
- ガチナンパ！素人さんにお願いしまくって生パン見せてもらった後にマンコキまでさせてもらっちゃいました。 PART.16（9月15日、ピーターズ）
- 美少女メイドがご奉仕します！（9月27日、TMA）
- ガードゆるゆる素人娘8時間（10月1日、プレステージ）
- いもうと中出し25 朝比奈みくる（10月15日、ケー・トライブ）
- 肉壷堕ち 新体操部みくる（10月24日、ラマ）
- コスプレ例大祭 No6（10月25日、TMA）…オムニバス作品
- 寝ている妹の恥部に媚薬を塗って夜這いしたら失禁するほど感じてイキまくっていた。（10月25日、IBワークス）…オムニバス作品
- おかず。素人ギャル50連発8時間Special（10月25日、ケイ・エム・プロデュース）…オムニバス作品
- 大人しい地味子に中出し21 朝比奈みくる（11月17日、ケー・トライブ）
- 本当に乳首だけでアクメ（11月22日、RAMPO｜AFRO-FILM）…オムニバス作品
- 素人娘ハメちゃいます No2（12月11日、プレステージ）…オムニバス作品
- オーロラプロジェクトダイジェスト 48連射 2012．11月〜2013．11月（12月13日、オーロラプロジェクト・アネックス）…オムニバス作品
- 52人のコスプレ大例大祭 4枚組16時間 BOX（12月13日、TMA）…オムニバス作品
- 女子○○の指入れオナニー（12月27日、TMA）…オムニバス作品